# Ariovald

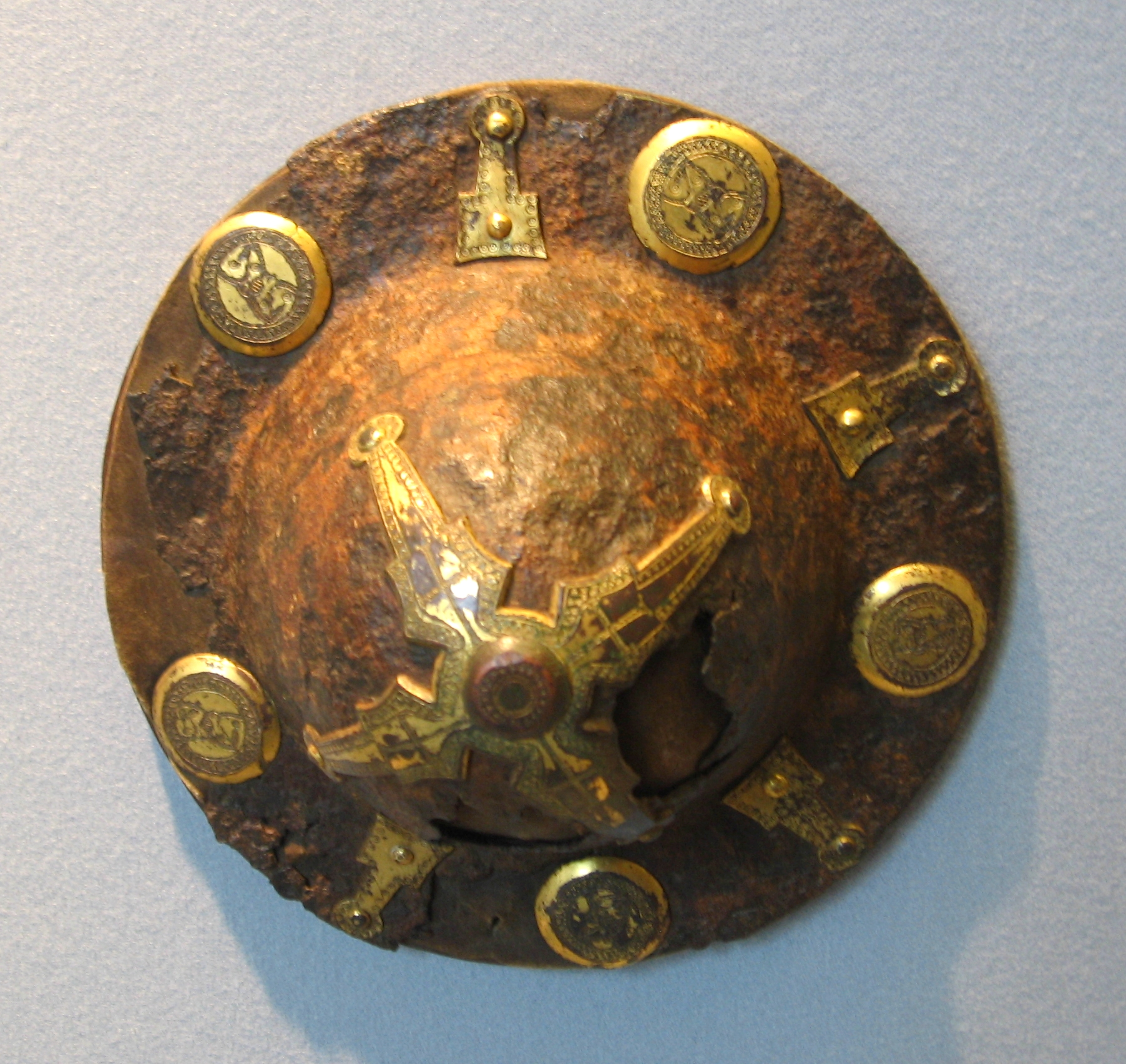
Een Umbo (Schild) van de Longobarden, Noord-Italië, 700

Ariowald (of Arioald) was een van de Langobardische koningen in Italië. Hij volgde Adoald op die krankzinnig verklaard was en het koningschap moest neerleggen (625).
Van zijn regeringsperiode is niet veel bekend. Hij sloot een alliantie met Dagobert I, koning van de Franken en wist zich succesvol te verdedigen tegen de Slaven. Zijn regeringsperiode eindigde in 636 met zijn dood.